# Жіноча Біблія
«Жіноча Біблія» (англ. The Woman's Bible) — це документальна книга з двох частин, написана Елізабет Кеді Стентон і комітетом із 26 жінок, опублікована в 1895 і 1898 роках, щоб кинути виклик традиційній позиції релігійної ортодоксії, згідно з якою жінка повинна підпорядковуватися чоловікові. Створюючи книгу, Стентон хотіла просувати радикальну визвольну теологію, яка наголошує на саморозвитку. Під час її презентації книга викликала багато суперечок та антагонізму.
Багато активісток та активістів прав жінок, які працювали зі Стентон, були проти публікації «Жіночої Біблії»; вони вважали, що це зашкодить прагненню жінок до виборчого права. Хоча дослідники Біблії ніколи не визнавали її основною працею, на превеликий розчарування суфражисток, які працювали разом зі Стентон у Національній американській жіночій асоціації виборчинь (NAWSA), вона стала популярним бестселером. Сьюзен Б. Ентоні намагалася заспокоїти молодших суфражисток, але в січні 1896 року на конвенції NAWSA вони офіційно засудили книгу і працювала над тим, щоб дистанціювати рух за виборчі права від ширшої сфери діяльності Стентон, яка включала в себе нападки на традиційну релігію. Через широку негативну реакцію, в тому числі близьких до неї суфражисток, публікація книги фактично поклала край впливу Стентон на рух за виборчі права.

## Історичне тло

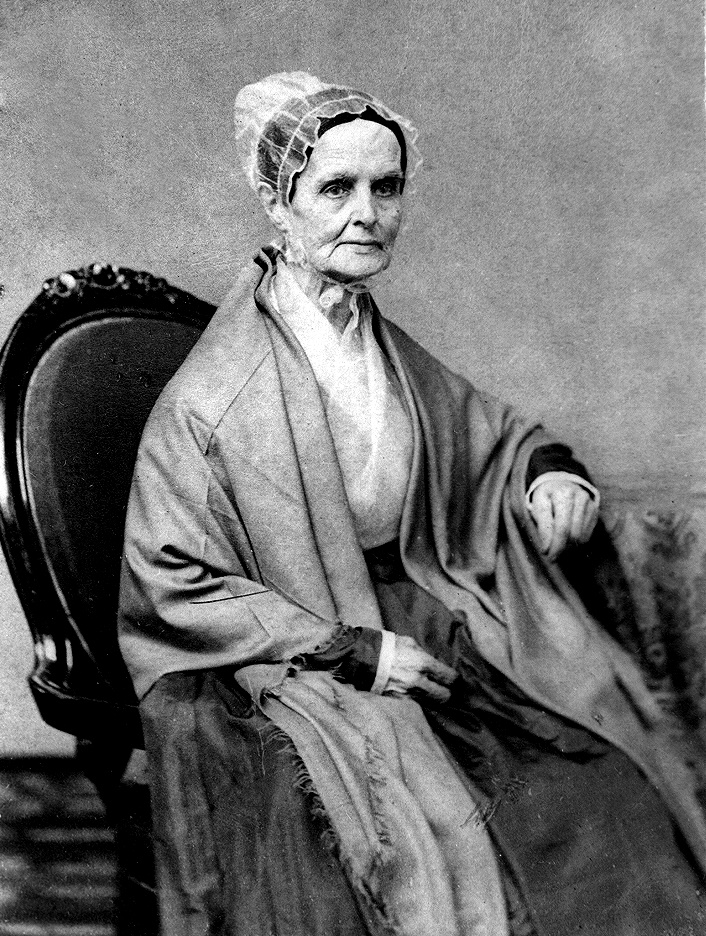
Лукреція Мотт використовувала уривки з Біблії, щоб відповісти тим, хто стверджував про покірність жінок.

На початку ХІХ століття захисники прав жінок почали накопичувати спростування аргументів проти них, заснованих на традиційних тлумаченнях біблійних уривків. Лукреція Мотт протистояла тим, хто ставив її на її місце, цитуючи інші біблійні уривки або оскаржуючи оригінальне тлумачення Писання. У 1849 році Мотт написала «Дискурс про жінку», в якому обговорювала Адама і Єву, діяльність різних жінок, які згадуються в Біблії, і стверджувала, що Біблія підтримує право жінки висловлювати вголос свої духовні переконання. Незалежно від Мотт, Люсі Стоун вирішила для себе, що тлумачення Біблії, де домінують чоловіки, мабуть, є помилковими — вона працювала над тим, щоб вивчити грецьку та іврит і таким чином отримати уявлення про попередні переклади Біблії, які, як вона вважала, містили формулювання, більш сприятливі для рівності жінок. У 1848 році у Нью-Йорку, за сприяння Мотт, Елізабет Кеді Стентон допомогла скласти проєкт Декларації переконань та включила дві резолюції, які протестували проти узурпації людиною прав, пов'язаних із її становищем у церкві та її роллю перед Богом. До 1850-х років Мотт стала експерткою в обеззброєнні чоловіків, які використовували Святе Письмо проти неї. На Національному з'їзді за права жінок у 1852 році, а потім у 1854 році, вона виступила на дебатах з чоловіками, які прийшли з Писанням у руках. Преподобний Генрі Грю сказав аудиторії з'їзду 1854 року, що Біблія доводить, що чоловіки від природи вищі за жінок. Йому по пунктах заперечила Ганна Трейсі Катлер, а потім в широкому соціальному і політичному плані Мотт, яка почала зі слів: «Не християнство, а священство підкорило жінку в тому вигляді, в якому ми її бачимо. Церква і держава об'єдналися, і це добре, що ми це бачимо»

## Ревізійна комісія

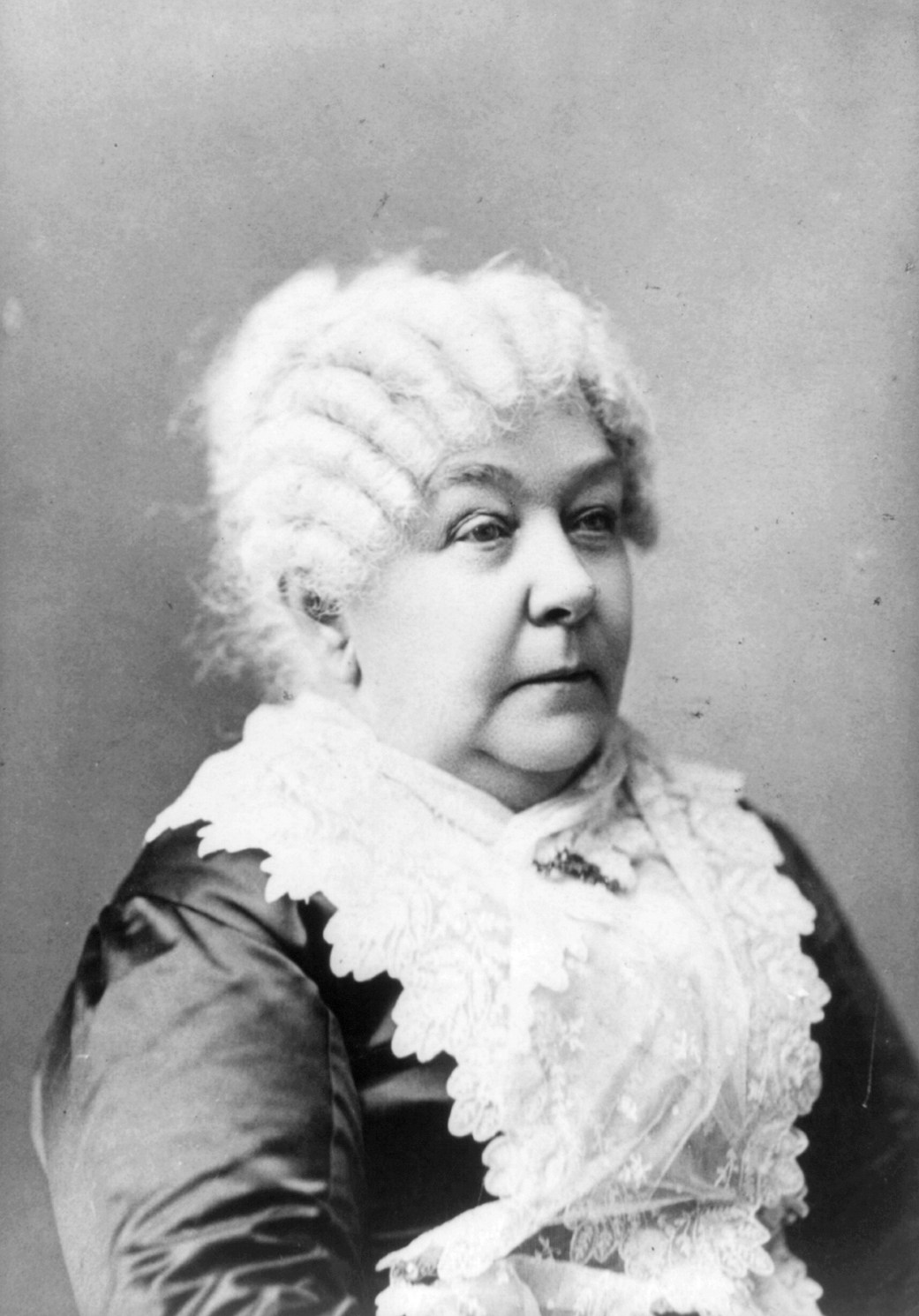
Елізабет Кеді Стентон була незадоволена як версією Біблії короля Якова, так і переглянутою версією Біблії.

У 1881, 1885 і 1894 роках англіканська церква опублікувала переглянуту версію Біблії, першу нову англійську версію за понад два століття. Стентон була незадоволена неврахуванням у Переглянутій версії недавньої наукової роботи перекладачки Біблії Джулії Евеліни Сміт. Вона написала:
|  | Якою б не була Біблія на івриті чи грецькій мові, простою англійською мовою вона не звеличує і не звеличує жінку. Моя точка зору для критики - це переглянуте видання 1888 року. Я поки що шаную комітет мудреців, які дали нам найкращу екзегезу, на яку вони здатні, хоча Дізраелі сказав, що останнє перед його смертю видання містило 150 000 помилок в івриті і 7 000 в грецькій мові. |

Стентон зібрала «Ревізійний комітет» для розробки коментаря до нової версії Біблії. Багато з тих, до кого вона зверталася особисто і листами, відмовлялися брати участь, особливо науковці, які ризикували б своєю професійною репутацією. Поділяючи рішучість Стентон, комітет бажав виправити біблійне тлумачення, яке вони вважали упередженим проти жінок, і привернути увагу до невеликої частини Біблії, яка обговорювала жінок. Вони мали на меті продемонструвати, що не божа воля принижує жінок, а людське прагнення до панування.

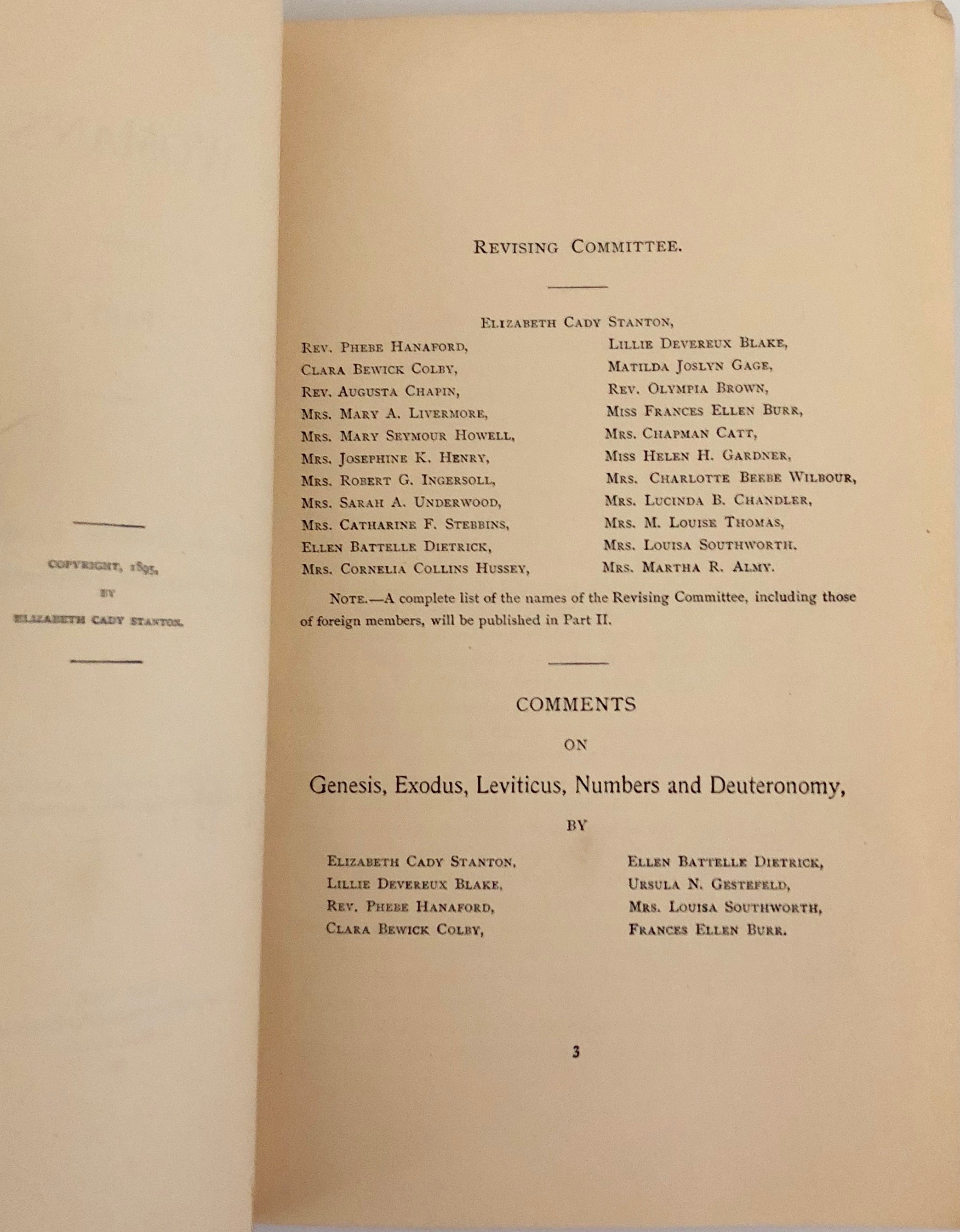
Жіноча Біблія, частина I, перше видання Ревізійної комісії, включно з місіс Чепмен Кетт

Комітет складався з жінок, які не були дослідницями Біблії, але які цікавилися тлумаченням Біблії, і більшість з них були активістками NAWSA. У «Жіночій Біблії», частина I, перше видання, опубліковане в листопаді 1895 року, Ревізійна комісія перерахувала 23 члени, включаючи Фібі Енн Коффін Ганафорд, Клару Бевік Колбі, Августу Джейн Чепін, Ліллі Деверо Блейк, Матильду Джослін Ґейдж, Олімпію Браун і Керрі Чепмен Кетт. Лише через кілька місяців, на початку 1896 року, було випущено друге видання частини I, у якому ім'я місіс Кетт назавжди було замінено на місіс Клару Нейманн і додано список міжнародних членів, зокрема серед них були Александра Гріпенберг, Урсула Меллор Брайт та Ірма фон Троль-Боростяни.
У 1890 році при створенні Національної американської асоціації виборчих прав жінок Стентон обрали президенткою. Вона залишила ці обов'язки Сьюзен Б. Ентоні, а сама поїхала на два роки до Європи. Там вона зустрічалася з жінками, які поділяли її погляди, і збирала критичні спостереження про місце жінки в Біблії. У Грінбанку, Брістоль, Стентон зустрілася з англійською суфражисткою Гелен Брайт Кларк і говорила з групою про місце жінки в Біблії. Кларк запитала, чи не шокували ліберальні погляди Стентона декого з присутніх, на що Стентон відповів: «Якщо ми, які бачимо абсурдність старих забобонів, ніколи не відкриваємо їх іншим, то як світ може досягти якогось прогресу в богослов'ї? Я перебуваю на заході життя і відчуваю, що це моя особлива місія — говорити людям те, що вони не готові почути…».

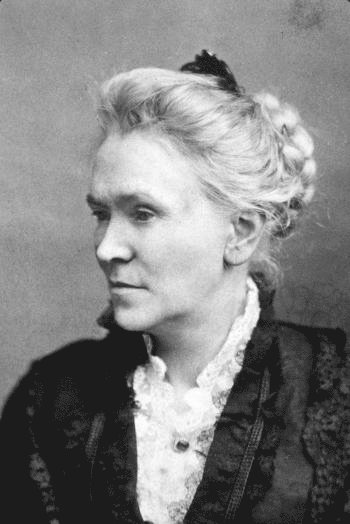
Матильда Джослін Ґейдж вважала, що Біблія, навіть у переосмисленій інтерпретації, не може підтримувати права жінок.

У 1893 році Матильда Джослін Ґейдж взяла тайм-аут від участі в Ревізійному комітеті, щоб написати книгу «Жінка, церква та держава», яка кинула виклик традиційному юдео-християнському вченню про те, що жінки є джерелом гріха, а секс — це гріх. Ґейдж писала, що подвійні стандарти моралі шкодять обом статям. Ґейдж відрізнялася від більшості жінок у Ревізійному комітеті тим, що не вірила, що Біблія, витлумачена в більш істинній, оригінальній формі, підтримає права жінок. Ґейдж визначила, що Церква діяла проти інтересів жінок у багатьох важливих аспектах: від римо-католицького канонічного права до Священного Писання, до захисту целібату тощо. Особливо тривожною для Ґейдж була історія про Адама і Єву.

## Публікація
У листопаді 1895 року було опубліковано перше видання «Жіноча Біблія — Частина І», яке охоплювало П'ятикнижжя (перші п'ять книг Біблії): Буття, Вихід, Левіт, Числа та Повторення Закону. Це був бестселер. Джерела новин повідомляли про перший друк першого видання «Частини I», що складалося з 50 000 примірників, було розпродано протягом трьох місяців, а до 2 травня 1896 року «Частини I», друге видання, розходилася швидко.
У квітні 1898 року була опублікована «Частина II», яка охоплювала решту Старого Завіту, а також весь Новий Завіт. Він містив передмову та додаток. Передмова була написана Стентон, у якій вона визнала, що «І друзі, і вороги заперечують проти цієї назви». Проте, вона похвалила Ревізійну комісію за те, що вона виявила «більш побожне шанування великого Духа всякого добра, ніж це робить Церква». Стентон написала: «Ми вже досить довго робили з Біблії „фетиш“. Настав час читати її так, як ми читаємо всі інші книги, приймаючи добро і відкидаючи зло, якого вона навчає». Додаток складався з листів і коментарів, написаних багатьма авторками, а також резолюції, прийнятої NAWSA, яким вона відкидала «Жіночу Біблію».

### Дописувачки
Додатковими співавторами двох томів є Еллен Бателл Дітрік; Урсула Ньюелл Ґестефельд, активістка New Thought; Луїза Сауворт, суфражистка та активістка руху тверезості; Френсіс Еллен Берр (1831—1923), провідна суфражистка Коннектикуту; Люсінда Чандлер, лідерка американського руху за права жінок, зацікавлена в New Thought; і Клара Б. Нейман (1840—1931), нью-йоркська суфражистка та член Вільнодумців. Інші учасниці Додатку: Мері Лівермор, Френсіс Віллард, Єва Амелія (Паркер) Інгерсолл (1841—1923), дружина провідного американського агностика Роберта Інгерсолла, Джозефіна Генрі та Кетрін Стеббінс.

## Відзиви

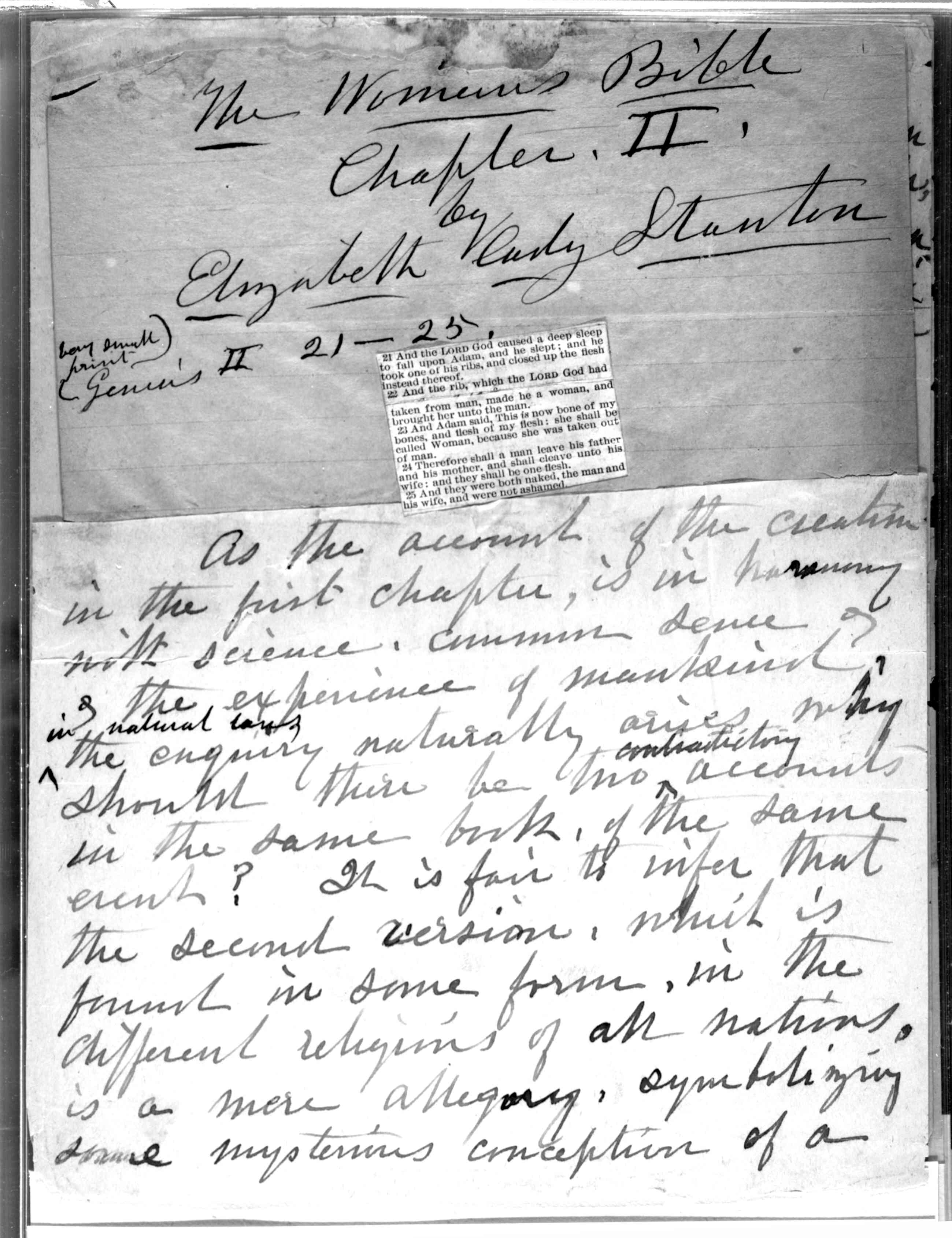
Рукописний проект коментаря до Книги Буття, розділ II, вірші 21–25, що стосується Адама та Єви

У своїй презентації «Жіноча Біблія» була широко критикована в редакційних статтях і з кафедри. Стентон писала, що "«духовенство засудило це як роботу сатани …». Декого відштовхнула сама її упереджена, святотатська назва, особливо тих, хто не знайшов часу, щоб прочитати книгу. Інші один за одним заперечували більш екстремальні висновки книги на публічних форумах, таких як листи до редактора. Одна читачка Нью-Йорк таймс написала, щоб засудити «Жіночу Біблію» за її радикальні заяви про те, що Трійця складається з «Небесної Матері, Батька та Сина», і що молитви слід адресувати «ідеальній Небесній Матері». Мері Сеймур Гавелл, член ревізійної комісії, написала до Нью-Йорк таймс на захист книги, сказавши, що її назву краще розуміти як «Жіночий коментар до біблійних жінок». Стентон відповіла на напади читачок, написавши, що «Єдина різниця між нами полягає в тому, що ми говоримо, що ці принизливі уявлення про жінку походять з мозку людини, а церква каже, що вони походять від Бога».
Сьюзан Б. Ентоні, найкраща та найвідданіша співробітниця Стентон, після років роботи за права жінок дійшла висновку, що зосередженість на одному питанні — голосування для жінок — була ключем до успіху руху. Жіночі організації мали надто різноманітне членство, щоб домовитися про щось складніше. Проте Стентон наполягала на тому, що конвенції про права жінок були надто вузько сфокусовані; вона висунула цілу низку складних концепцій у формі есе, які Ентоні зачитала аудиторії. Коли Стентон заявила про свою зацікавленість у завершенні «Жіночої Біблії», Ентоні була незадоволена марністю зусиль, шкідливим відступом від цілеспрямованого шляху, який призвів до виборчого права жінкам. Ентоні написала про Стентон Кларі Бевік Колбі: «Всіма її великими промовами я завжди пишаюся, але її коментарями до Біблії я не пишаюся — ні їхнім духом, ні буквою… Але я буду любити і шанувати її до кінця — незалежно від того, подобається мені її Біблія чи ні. Тож я сподіваюся, що вона зробить це для мене».

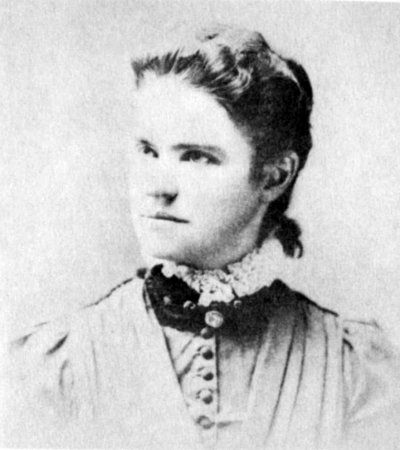
Рейчел Фостер Евері вважала, що «Жіноча Біблія» перешкоджає виборчому праву жінок.

На з'їзді NAWSA 23–28 січня 1896 року секретарка-кореспондентка Рейчел Фостер Ейвері очолила боротьбу за віддалення організації від «Жіночої Біблії». Після того, як Сьюзен Б. Ентоні відкрила конгрес 23 січня, Ейвері здивувала Ентоні, заявивши понад 100 присутнім:
|  | Протягом другої половини року робота велася в кількох напрямках, що значно ускладнювалося загальним хибним уявленням про зв'язок так званої "Жіночої Біблії" з нашим об'єднанням. На нас, як на організацію, поклали відповідальність за дії окремої особи; ... за видання тому з претензійною назвою, що містить безліч коментарів; ... без наукової або літературної цінності, викладеного в дусі, який не є ні благоговійним, ні допитливим. |

Ейвері закликав прийняти резолюцію: «Що ця Асоціація є позаконфесійною, оскільки складається з осіб усіх відтінків релігійних поглядів, і що вона не має жодного відношення до так званої „Жіночої Біблії“ або будь-якого богословського видання». Клопотання було подано до пізніше, і були зроблені пропозиції вилучити коментарі Ейвері з офіційних протоколів. Повний звіт про зауваження Ейвері було опубліковано наступного дня в Нью-Йорк таймс.
Думка делегатки NAWSA Лаури Клей, висловлена у її звіті Південного комітету 27 січня про те, що «Південь готовий до виборчого права для жінок, але це має бути виборче право для жінок і нічого іншого», була типовою для відповідей на конфлікт з «Жіночою Біблією». Більшість суфражисток хотіли лише працювати над правом голосу, «не пов'язуючи його з реформою одягу, велосипедом чи чимось іншим»…
Удень 28 січня було винесено на голосування список Постанов. Перші сім пройшли без зауважень. Восьмою була запропонована Ейвері відмежування від «Жіночої Біблії», і її присутність викликала активну дискусію. Анна Говард Шов, Еліс Стоун Блеквелл, Генрі Браун Блеквелл, Керрі Чепмен Кетт та інші висловилися за, тоді як Колбі, Ліллі Деверо Блейк та інші висловилися проти. Ентоні покинула своє крісло, щоб приєднатися до дебатів проти резолюції, і довго говорила, кажучи: «Лукреція Мотт спочатку подумала, що місіс Стентон завдала шкоди справі захисту прав жінок, наполягаючи на вимозі надання жінкам виборчого права, але їй вистачило розуму не ухвалювати резолюцію з цього приводу…» Більшість із 53 делегатів проти 41 схвалили резолюцію, ця дія була розцінена як осуд Стентон та так і не була скасована. Вступну доповідь Евері від 23 січня було прийнято з вилученою частиною про «Жіночу Біблію».
Стентон не була присутня на конвенції 1896 року; їй було 80 років, вона страждала ожирінням і була прикута до ліжка. Вона визнала суперечки, викликані публікацією першої частини, але продовжила писати другу частину книги, а також працювала над своєю автобіографією «Вісімдесят років і більше: Спогади 1815—1897». У квітні 1896 року вона написала своїй давній подрузі преподобній Антуанетті Браун Блеквелл: «Наші політики спокійні і самовдоволені під нашим вогнем, але священнослужителі підскакують, як тільки ви цілите в них з поп-пістолета, „як пересохлий горох на розпеченій сковороді“».
Після публікації «Жіночої Біблії» Стентон була маргіналізована в русі за жіноче виборче право, що зміцнило лідерську позицію Сьюзен Б. Ентоні в цьому русі. Стентон більше ніколи не запрошували на сцену конгресів NAWSA.

## 1920: Жіноча Біблія та 19-та поправка

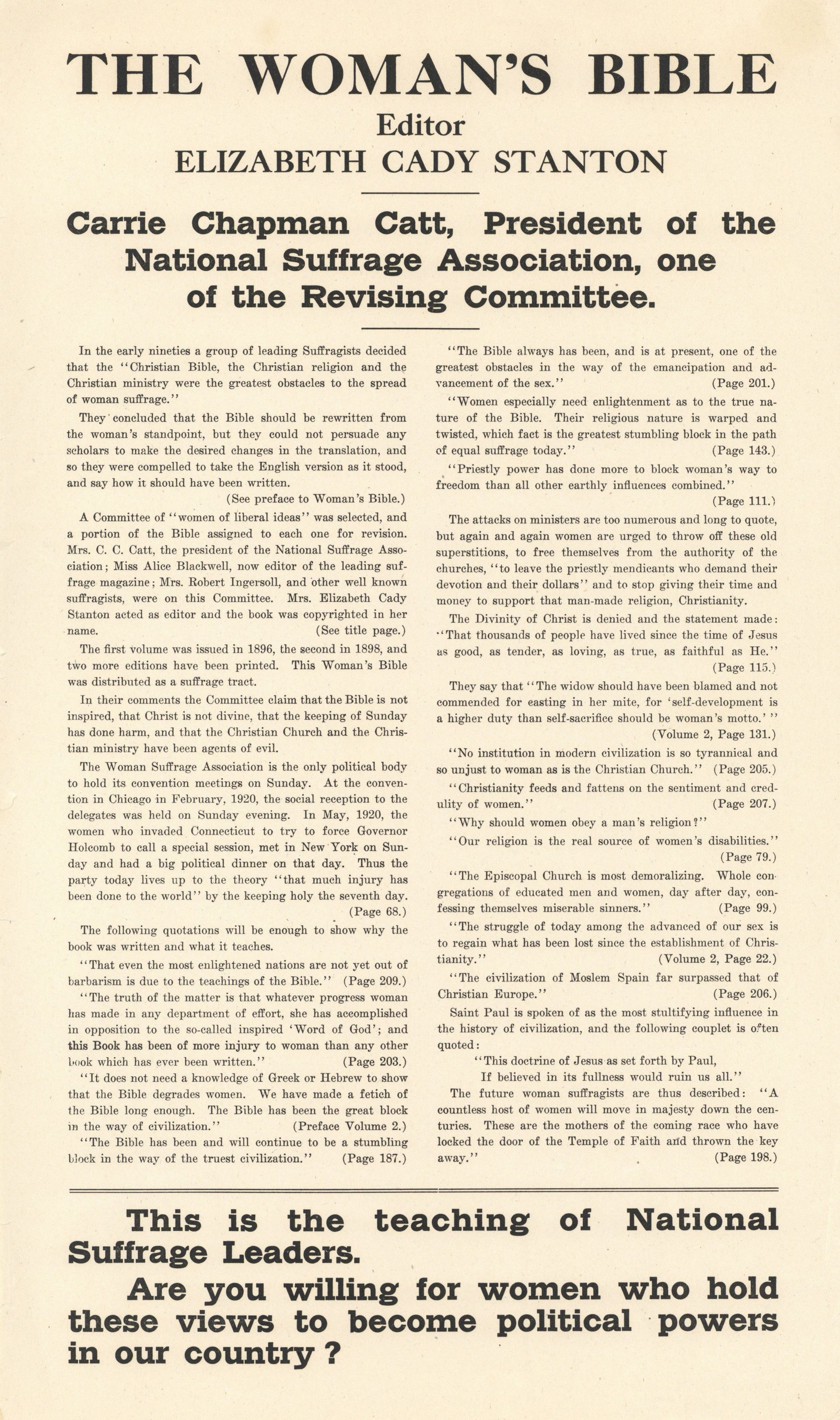
«Широка сторона Біблії для жінок», створена антисуфражистками для боротьби з ратифікацією 19-ї поправки до Конституції США

За словами історикині та письменниці Кеті Керн, «„Жіноча Біблія“ виявилася найруйнівнішою зброєю в арсеналі проти виборчого права».
У 1920 році, під час останніх битв за ратифікацію 19-ї поправки в Теннессі та Північній Кароліні, антисуфражисти взяли на озброєння перше видання «Жіночої Біблії, частина I», й ім'я Керрі Чепмен Кетт було внесено до Ревізійного комітету. Незважаючи на те, що Кетт постійно заперечувала книгу, згідно зі спогадами суфражистки з Теннессі Еббі Кроуфорд Мілтон, «вони називали її „Біблією місіс Кетт“, … у Нешвіллі було 26 служителів церков, … яких навернули проти жіночого виборчого права, показавши їм цю книгу».
У липні та серпні вони організували виставку у своїй мезоніні штаб-квартири в готелі Hermitage у Нешвіллі, штат Теннессі, і на видному місці виставили кілька перших видань «Жіночої Біблії» та іншу літературу, що підтримує їхні погляди проти ратифікації. Вони розповсюджували літературу, що підтримувала їхні антиратифікаційні погляди. Вони просували свою виставку за допомогою біг-бордів «ЖІНОЧА БІБЛІЯ», які були розміщені по всьому місту, а також реклами в газетах Теннессі які запрошували публіку, особливо священнослужителів, «Прийти і подивитись» на їхні «Жіночої Біблії», пов'язані з місіс Кетт, у 1920 році тодішньою президенткою Національної асоціації американських жінок за виборчі права разом з Елізабет Кеді Стентон, колишньою президенткою NAWSA та іншими видатними суфражистками, яких через те, що їхні імена були надруковані в Ревізійній комісії та їхні друковані коментарі в такій нерелігійній книзі, були звинувачені у відкиданні традиційних принципів Біблії, що утримував жінок у своїй Богом визначеній сфері.
Газети штату Теннессі, включно з Nashville Banner і The Tennessean, а також інші газети по всьому штату повідомили про люті суперечки між сторонами.
У The Tennessean, 15 серпня 1920 р., місіс Кетт заперечувала звинувачення проти неї,
|  | Я ніколи не була членом "редакційного комітету" "Жіночої Біблії", і хоча мені пропонували стати членом цього комітету, я відмовилася, і будь-яка публікація мого імені у зв'язку з цією книгою була здійснена без мого відома або згоди. Я ніколи не написала жодного слова в "Жіночій Біблії", і я не бачила нічого, написаного кимось іншим до того, як вона була надрукована. На першому щорічному з'їзді Національної асоціації американських жінок за виборчі права я виступила і проголосувала за резолюцію, що відкидає "Жіночу Біблію", і це є частиною протоколу з'їзду Асоціації. "Жіноча Біблія" ніколи не розповсюджувалася Асоціацією. Вищевказана заява про факт робилася так часто, що подальша публікація цього неправдивого твердження може бути витлумачена лише як навмисна і зловмисна. |

Метою «Анти» було викликати обурення та налаштувати законодавців на голосування проти прийняття 19-ї поправки до Конституції США. Вони запитували: «Чи готові ви до того, щоб жінки, які дотримуються таких поглядів, стали політичною силою в нашій країні?»
Пані Керн підсумувала ті історичні події.
|  | Через двадцять п'ять років [після 1895 року] Кетт переслідував цей конфлікт; "Анти" відкопали перше видання, розрекламували його як "Біблію місіс Кетт" і вміло використовували його серед духовенства. І, як би вона не намагалася, місіс Кетт просто не могла достатньо "відхреститися". Прихильники жіночого виборчого права здобули в Теннессі мінімальну перемогу; законодавчі збори ратифікували Дев'ятнадцяту поправку одним голосом. І все ж, через двадцять п'ять років після того, як "Жіноча Біблія" вперше з'явилася друком, вона все ще сіяла політичний хаос серед прихильників та прихильниць жіночих прав. |

## Спадщина
Стентон хотіла отримати більший ступінь науковості в «Жіночій Біблії», але не змогла переконати дослідників Біблії свого часу взяти участь у проекті, який, як очікувалося, був суперечливим. Вчені продовжували уникати розгляду теми сексизму в Біблії аж до 1964 року, коли Маргарет Брекенбері Крук опублікувала «Жінки та релігія», дослідження статусу жінок в юдаїзмі та християнстві. У своїй книзі «Поза межами Бога-Батька» 1973 року Мері Дейлі обговорювала «Жіночу Біблію», а наступні роботи Летті Рассел і Філліс Трайбл сприяли зв'язку між фемінізмом і Біблією. Сьогодні біблійна наука жінок досягла зрілості, коли жінки ставлять нові питання про Біблію та кидають виклик самій основі біблійних досліджень.

## Подальше читання
- de Groot, Christiana (December 2012). Contextualizing The Woman’s Bible. Studies in Religion/Sciences Religieuses (англ.). 41 (4): 564—577. doi:10.1177/0008429812460136. ISSN 0008-4298.
- Ingham, Arleen M. (2010). Women and Spirituality In The Writing of More, Wollstonecraft, Stanton, and Eddy. New York: Palgrave Macmillan. ISBN 978-0-230-10259-0.
- Selvidge, Marla J. (1996). Notorious Voices: Feminist Biblical Interpretation, 1500-1920. New York: Continuum. ISBN 978-1-55778-630-2.